# Oscar Caminneci
Oscar Caminneci (* 17. April 1885 Palermo, Sizilien; † 9. März 1945 im KZ Mauthausen) war ein italienisch-deutscher Reitsportler, Schriftsteller und Pferdezüchter.

## Leben

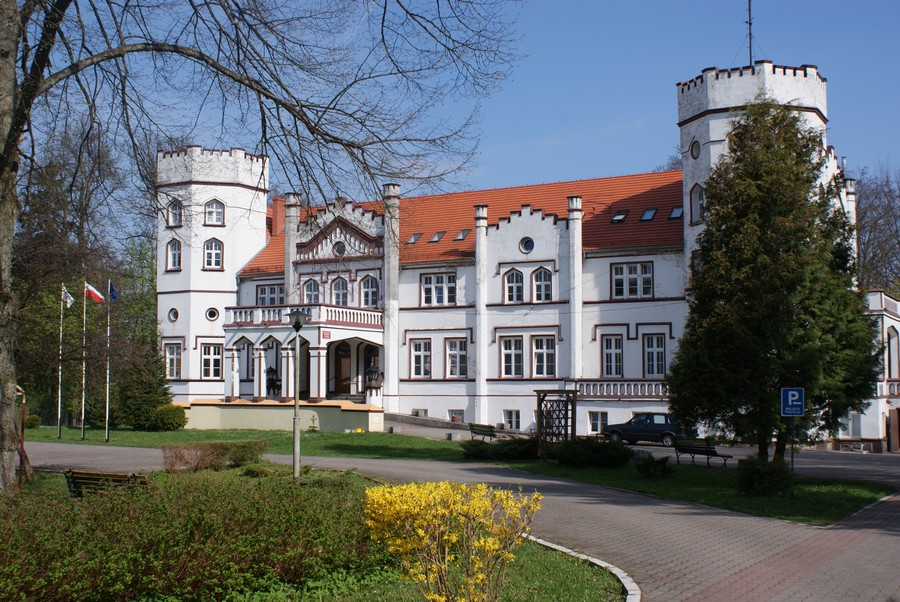
Herrenhaus in Zetthun

Caminneci war der Sohn eines italienischen Adligen Andrea Caminneci sen. aus Palermo und dessen Ehefrau Arnoldine Caminneci geb. Danzier, Tochter des preußischen Landrats Oskar Danzier. Nach dem Tod seines Großvaters Pier Lorenzo Caminneci im Jahr 1895 siedelte die Familie nach Deutschland über. Sie lebten in Mülheim am Rhein, Bonn und auf Schloss Windeck im heutigen Rhein-Sieg-Kreis.
Zusammen mit seinen zwei Brüdern Andrea und Waldemar begeisterte sich Caminneci für den Reitsport und die Jagd. Als italienischer Staatsangehöriger absolvierte er seine Militärdienstzeit bei einem Kavallerieregiment in Rom. Seine Ausbildung an den berühmten Militärreitschulen Tor di Quinto und Pinerolo bildeten die Grundlage für seinen Aufstieg zu einem Springreiter von europäischem Ruf. Als Oscar Caminneci 1910 zum ersten Mal auf deutschen Turnieren auftrat, war er der erste Springreiter in Deutschland, der den von Federico Caprilli in Pinerolo durchgesetzten vorgebeugten leichten Springsitz gegen erheblichen Widerstand insbesondere der für die Reitausbildung maßgeblichen höchsten militärischen Dienststellen unbeirrt praktizierte.
Er war Schriftleiter der Reiterzeitschrift St. Georg.
Im Ersten Weltkrieg war er Reserveoffizier im 1. Garde-Dragoner-Regiment. Am Zweiten Weltkrieg nahm Caminneci als Freiwilliger des Afrika-Corps im Stab von Generalfeldmarschall Erwin Rommel als Verbindungsoffizier zur italienischen Armee teil.
Im Jahr 1914 heiratete er Mathilde Eleonore Eveline geb. Siemens, eine Enkelin von Werner von Siemens. Zur Hochzeit schenkte der Schwiegervater Wilhelm von Siemens dem jungen Ehepaar das Gut Zetthun im Kreis Köslin in Hinterpommern. Dort betrieb Caminneci neben Land- und Forstwirtschaft (auf rund 5.700 Hektar Fläche) eine angesehene Vollblutzucht. Er war Mitglied im Club von Berlin (CVB).
Aufgrund von Konflikten mit dem Oberstjägermeister Ulrich Scherping wurde Caminneci 1944 einem Ehrengerichtsverfahren unterzogen. Seine Verhaftung in der Nacht vom 20. zum 21. Juli 1944 löste die Annahme aus, diese stehe im Zusammenhang mit dem Attentat vom 20. Juli 1944. Caminneci hatte Kontakte zu den Verschwörern, war aber nicht politisch aktiv. Der wahre Grund für seine Einweisung in das KZ Sachsenhausen dürfte der Hass von Scherping gewesen sein, der mit dem für Caminneci glimpflichen Ausgang des Ehrengerichtsverfahrens nicht einverstanden war und die Gunst der Stunde zur persönlichen Abrechnung nutzte. Beim Heranrücken der sowjetischen Front kam Caminneci nach tagelangem Transport und Fußmärschen unter katastrophalen Lebensbedingungen Mitte Februar 1945 in das KZ Mauthausen in Österreich. Dort wurde er am 9. März 1945 ermordet. Der ehemalige Reichskanzler Franz von Papen (1879–1969) schrieb in seinem Buch Der Wahrheit eine Gasse: „Um das Schicksal von drei Menschen habe ich mit Himmler bis in den Februar 1945 gerungen: Meinen früheren Staatssekretär Erwin Planck, den Schwiegersohn meines alten unvergessenen Freundes Wedemeier, den Pastor Bonhoeffer, und Herrn Caminneci. Keinen von ihnen konnte ich retten...“

## Familie
Der Ehe mit Mathilde, gen. Tilda, entstammten zwei Kinder: Eleonore, gen. Nora, verh. von Eichel (1915–1957) und Harras Ursus (1918–1944). Mathilde Caminneci, ihre Tochter Nora und ihre Enkelin Beatrix, gen. Bibi, flüchteten gegen Kriegsende nach Dattenfeld zur Familie von Oscars Bruder Waldemar Caminneci. Dort starb Mathilde unerwartet am 9. Oktober 1945. Die Tierbildhauerin Vera Lwowski geb. Caminneci ist als Tochter Waldemars eine Nichte von Oscar Caminneci.

## Schriften
- Diana, Hubertus und ich. Paul Parey, Berlin o. J. (1935).